# 신우석 (영화 감독)
신우석(1982년 ~ )은 대한민국의 영화 감독, CF 감독이다.

## 방송
- 비디오 서바이벌 디렉터스 2 (2012) - Top3

## 영화
- D-24 (2013) - 감독, 각본
- 부랑자 (2013) - 감독, 각본
- 승부조작 (2016) - 감독

## 공연
- THE MEDICI 2018 (더 메디치) (2018)

## CF
- 동서식품 라이트업 - 체조편 (2011)

## 수상
- 2021 서울영상광고제 2020 올해의 감독
- 2021 서울영상광고제 2020 연출부문 금상 (SSG.COM 압도적 쓱케일_벌꿀 편)
- 2020 대한민국 광고대상 TV영상부문 대상
- 2020 대한민국 광고대상 디지털영상부문 대상 (압도적 쓱케일 온라인편)
- 2019 대한민국 광고대상 동영상광고부문 금상
- 2018 뉴욕페스티벌 광고어워드 필름부문 3위
- 2018 대한민국 광고대상 디지털광고부문 금상
- 2017 서울영상광고제 작품부문 금상
- 2016 서울영상광고제 작품부문 금상
- 2011 대한민국 동영상대상 문화체육관광부 장관상